# Плютей умбровый
Плюте́й умбровый, также тени́стый, зо́нтичный, окаймлённо-пласти́нковый (Pluteus umbrosus) — гриб рода Плютей. В системе рода Плютей С. П. Вассера этот вид относится к секции Hispidoderma подрода Hispidocelluloderma, в системе Э. Веллинги к подсекции Hispidodermini секции Celluloderma. Условно съедобный гриб с горьковатой мякотью, при отваривании горечь исчезает.
Синонимы
- Agaricus umbrosus Pers., 1798 basionym
- Pluteus cervinus var. umbrosus (Pers.) J.E. Lange, 1938

Омонимы
- Pluteus umbrosus sensu Quél. (1876), Boud. (1910), Bres. (1929), Fart. & Burl. (1929) non sensu Fr. (1821)[2] —  синоним для Pluteus atromarginatus (Konrad) Kühner, 1935 — Плютей темнокрайний

## Описание
Шляпка диаметром 5—10 сантиметров, толстомясистая, у края тонкомясистая, полуокруглой, плоско-выпуклой или распростёртой формы, с невысоким бугорком. Поверхность беловатая, умбровая или темно-бурая, морщинистая, покрыта войлочным радиальным или сетчатым рисунком, с зернистыми от пучков чёрно-бурых волокон рёбрами. Край серовато-ореховый, волоски на нём образуют зубчатую бахрому.
Пластинки свободные, широкие, частые, беловатые, с возрастом розовые с бурым краем.
Ножка 3—10×0,4—1 см, цилиндрическая, центральная, к основанию расширяется, сплошная, плотная. Поверхность грязно-белая или коричневатая, с продольными тёмными волокнами и мелкими буроватыми зернистыми чешуйками.
Мякоть беловатая, под кожицей светло-коричневая, с горьковатым вкусом и редечным запахом, на срезе не изменяется.
Остатки покрывал отсутствуют, споровый порошок розовый.
Споры гладкие, широкоэллипсоидные или почти шаровидные, 5—7,5×4,5—6 мкм.
Гифы без пряжек, тонкостенные, в кожице шляпки шириной 20—40 мкм, состоят из цилиндрических, веретеновидных или булавовидных клеток, содержащих коричневатый пигмент. Волоски на рёбрах шляпки размерами 80—220×10—20 мкм, септированные. Покровы ножки состоят из бесцветных или коричневатых цилиндрических гиф шириной 4—12 мкм, имеются буроватые каулоцистиды цилиндрической или булавовидной формы и размерами 50—180×6—15 мкм.
Базидии четырёхспоровые, размерами 20—28×6—10 мкм, тонкостенные, булавовидные, бесцветные.
Хейлоцистиды размерами 30—80×10—25 мкм, булавовидные, мешковидные или веретеновидные, тонкостенные, бесцветные, или содержат буроватый пигмент, многочисленные. Плевроцистиды 40—110×15—25 мкм, различной формы, бесцветные, реже с пигментом, с апикулярным придатком или без него.

### Разновидности
- Pluteus umbrosus var. albus Vellinga 1985 имеет белую окраску кожицы шляпки, ножки и пластинок, встречается в Дании[5][2].

## Сходные виды
Плютей умбровый достаточно легко определяется по характеру поверхности шляпки, наличию на ней характерного сетчатого рисунка.
- Плютей олений (Pluteus cervinus) отличается по окраске края пластинок, отсутствию сетчатого рисунка на шляпке и строением цистид.
- Плютей темнокрайний (Pluteus atromarginatus) отличается строением плевроцистид, растёт в хвойных лесах.
- Pluteus punctipes (известен в Британии, рядом исследователей включается в синонимику плютея бархатистоножкового (Pluteus plautus)) отмечается как наиболее близкий вид, отличается по поверхности шляпки и окраске края пластинок[2].

## Экология и распространение
Сапротроф на пнях, остатках древесины лиственных деревьев, преимущественно бука, вяза, реже дуба, тополя, ясеня. Относительно редок, местами обычен. Известен в Европе (кроме Балкан и Пиренейского полуострова), в России отмечен Ленинградской, Мурманской, Пермской, Ростовской, Самарской областях, в Западной Сибири (Алтайский край), Восточной Сибири, Приморском крае. Также известен в Японии и Северной Америке.
Сезон: июль — октябрь.